# 循道衛理香港堂
循道衛理聯合教會香港堂是屬於香港基督教循道衛理聯合教會的教堂，也是香港灣仔地標之一，原址先後有兩座，總共有超過70年歷史。 

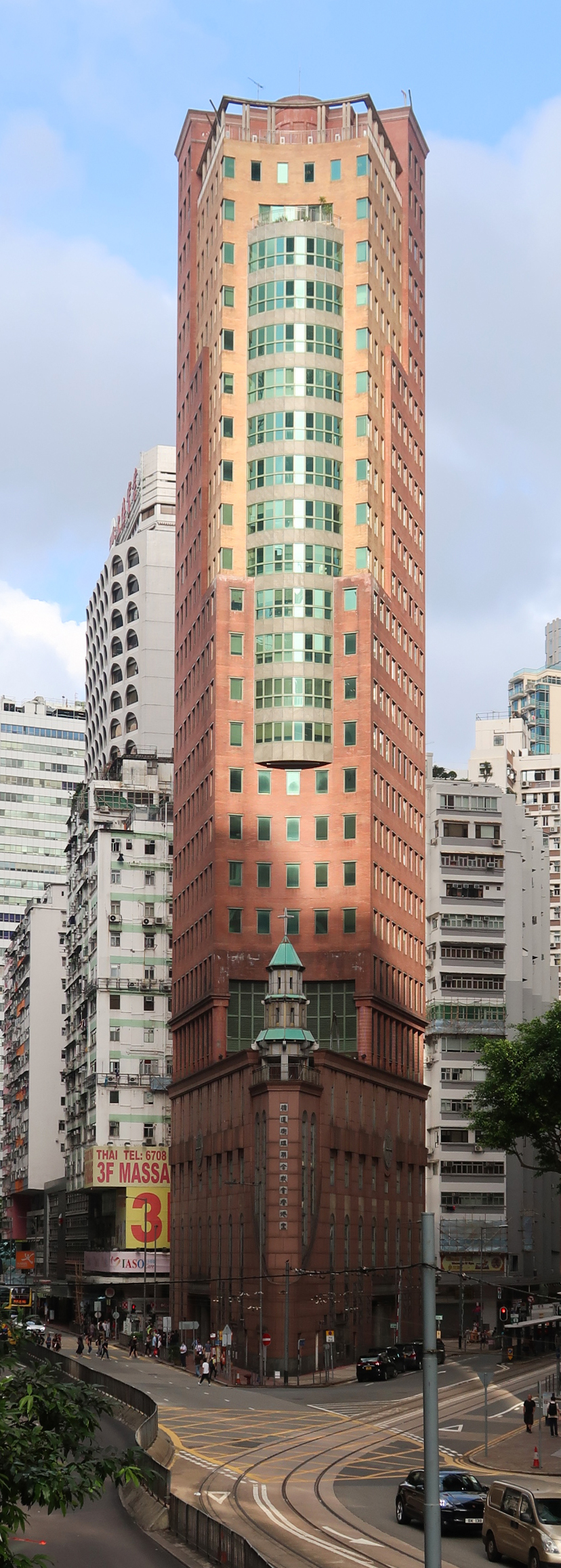
循道衛理大廈為循道衛理聯合教會香港堂所在地

循道衛理聯合教會香港堂位於灣仔軒尼詩道36號，莊士敦道1號。西面見金鐘道，東面禮拜堂的正門是分域街1號。

## 歷史
第一代的禮拜堂在1935年建成，命名為中華循道公會香港堂，位於大佛口十字路口旁，有「紅磚禮拜堂」之稱，是灣仔三間有名的「紅磚屋」之一（另外兩間為活道紅磚屋及南固臺）。之後在1992年拆卸，1994年重建，到1998年落成。
教堂的上方為樓高22層的循道衛理大廈，其中地下至9樓為教堂及教會的辦事處，其餘樓面用作出租。

## 建築特色
「紅磚禮拜堂」的建築特色是中西結合，建材以钢筋混凝土為主，但外形局部像中式建築，尤其是屋頂的涼亭式鐘樓。建築物兩旁的小陽台則蓋以琉璃筒瓦屋簷，檐邊配有瓦當和滴水，此類教堂建築可算標誌着香港歷史上一段獨特的文化和宗教關係時期。

## 圖集

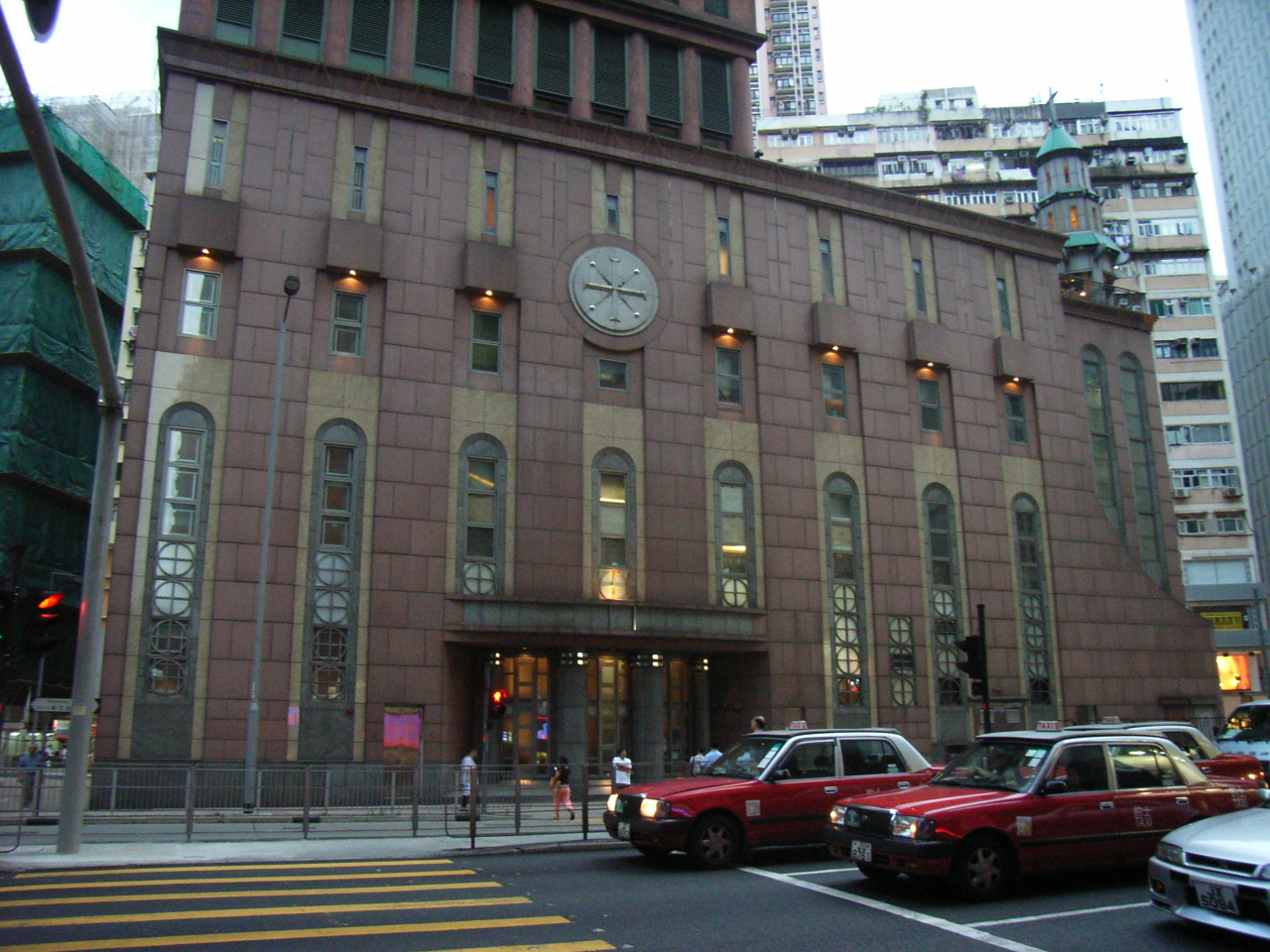
由軒尼詩道及分域街望向的循道衛理大廈
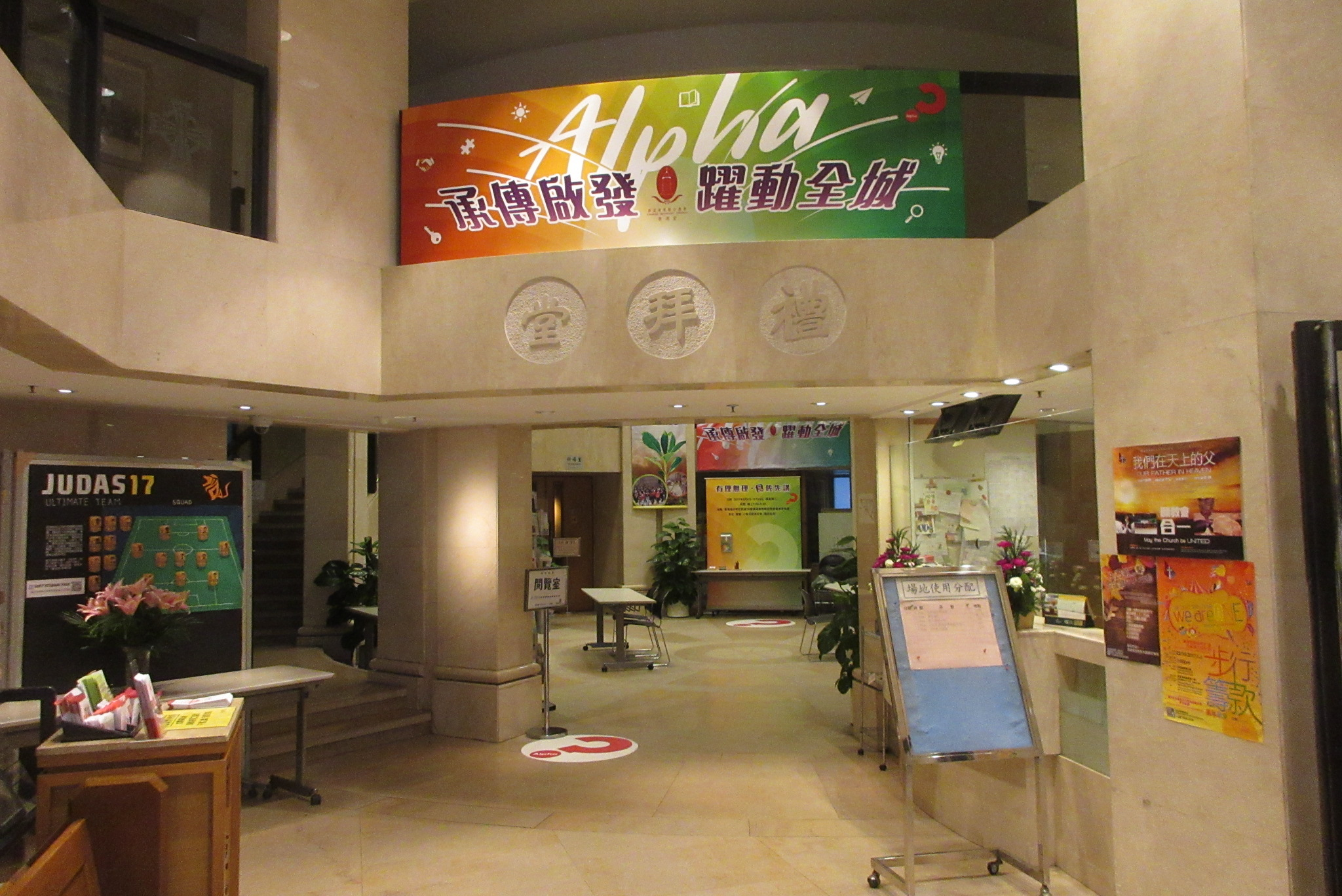
大堂
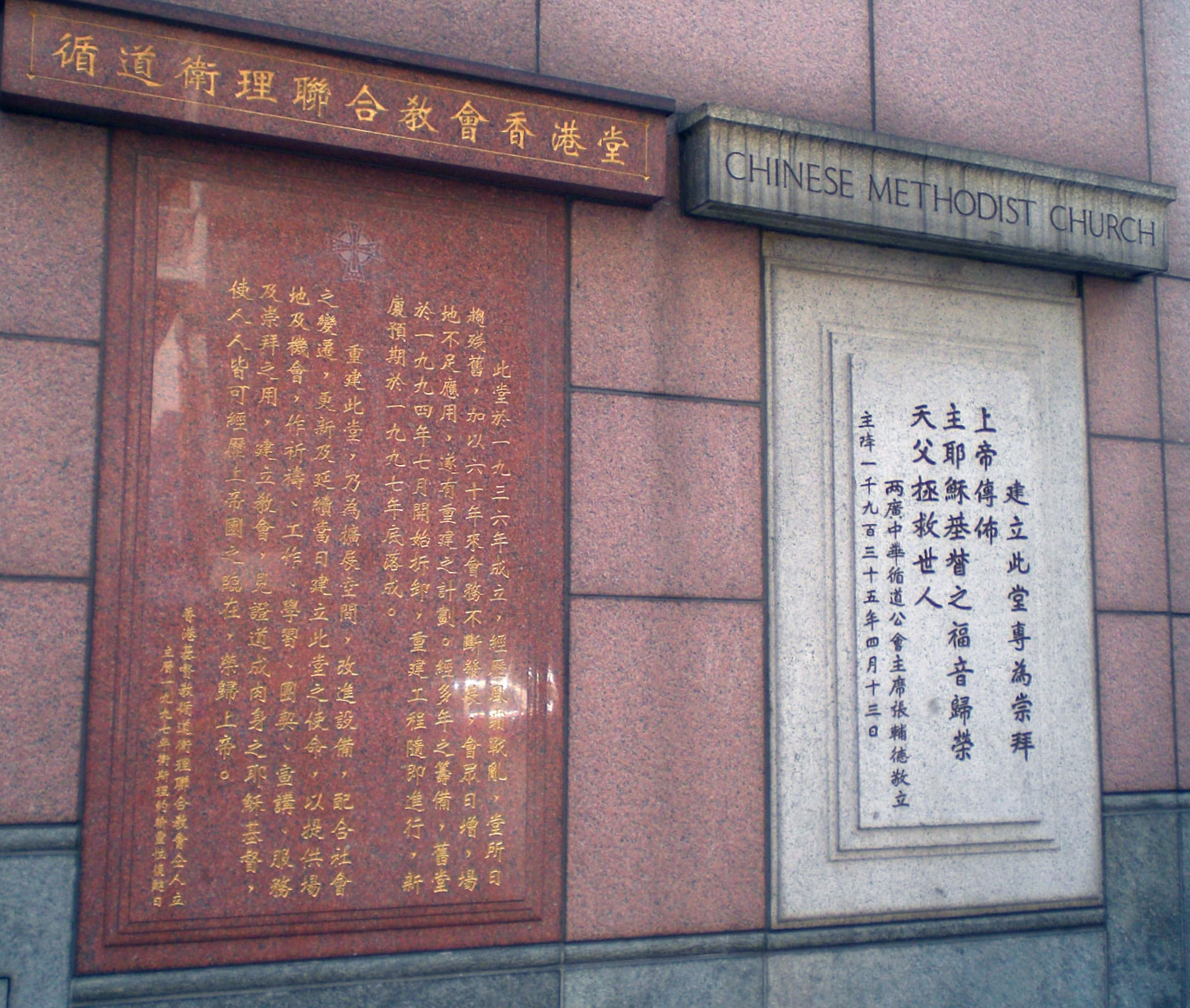
歷史基石

## 外部連結
- 循道衛理聯合教會香港堂 （页面存档备份，存于）
- 新世界發展：循道衛理大廈 （页面存档备份，存于）